# Whitney (álbum)
Whitney es el segundo álbum de estudio de la cantante estadounidense Whitney Houston. Fue lanzado el 2 de junio de 1987 por Arista Records como el seguimiento de su álbum debut, Whitney Houston (1985). El álbum la catapultó a la fama internacional.
Este generó un total de seis sencillos «I Wanna Dance With Somebody (Who Loves Me)», «Didn't We Almost Have It All», «So Emotional», «Where Do Broken Hearts Go», «Love Will Save the Day» y «I Know Him So Well» junto a su madre Cissy Houston. Cosechando todos un gran éxito comercial de los cuales cuatro sencillos alcanzaron en la época el número uno en la lista estadounidense Billboard Hot 100. Convirtiéndose en el álbum de estudio lanzado por una mujer con más números uno empatando con el álbum de estudio del mismo año Faith de George Michael. El álbum mantuvo su récord de álbum femenino con más números uno hasta el 2010 con Teenage Dream de Katy Perry desbancando a este por haber tenido cinco sencillos número uno más un sexto no contado.
Comercialmente el álbum supuso un éxito comercial para Whitney Houston, encabezando la lista de álbumes Americana Billboard 200 por segunda vez y por once semanas, en menos de un año desde que su primer álbum de estudio Whitney Houston (1985) encabezase la lista por catorce semanas.
Además, el álbum fue certificado como diamante por la Recording Industry Association of America por haber certificado ventas equivalentes a diez millones de copias. Suponiendo un éxito inédito para un Segundo álbum de estudio en la época. Internacionalmente el disco recibió la certificación de septimas veces platinos en Reino Unido por vender más de dos millones de copias en el territorio.
El álbum es considerado uno de los álbumes más vendidos del mundo por haber vendido más de veinte millones de copias vendidas en todo el mundo a fecha de 2013. Aunque se estima que sea mayor.
Internacionalmente el álbum también consiguió recibir un número uno de la lista británica de sencillos UK Singles Chart y un top 10 con «I Wanna Dance With Somebody (Who Love Me)» y «So Emotional» respectivamente.
El álbum supuso la vuelta de la cantante tras el éxito de su álbum debut y primer homónimo Whitney (1985). 
Para este álbum, mantuvo el estilo de su álbum debut. Generando numerosos sencillos desde Dance pop como en temas «I Wanna Dance With Somebody (Who Loves Me)» o «So Emotional» hasta la balada pop como en sencillos como «Didn't We Almost Have It All», «Love Will Save the Day» o «Where Do Broken Hearts Go», con a única diferencia de que este proyecto abarca más la temática de la balada romántica que el anterior.

## Sencillos
- «I Wanna Dance With Somebody (Who Loves Me)»

«I Wanna Dance With Somebody (Who Loves Me)» es el primer sencillo del álbum, publicado el 2 de mayo de 1987 bajo el sello de Arista Records. La canción fue compuesta por George Merrill y Shannon Rubican, compositores que ya habían escrito para Whitney en canciones como «How Will I Know» sencillo para su primer disco Whitney Houston (1985). La canción comenzó siendo un sample compuesto y interpretado por los músicos de la banda Boy Meets Girl e enviado a Whitney para que la interpretase, Whitney aceptó y la metió para su segundo álbum de estudio. La canción se convirtió en un éxito nacional e internacional, llegando al número uno en mínimo 13 países, entre ellos Alemania, Reino Unido o la propia Estados Unidos, donde la canción consiguió llegar a la primera posición la semana del 27 de junio de 1987, siendo el quinto número 1 de Whitney, la canción se posicionó en lo alto del conteo del Billboard Hot 100 durante dos semanas y estuvo un total de 20 semanas en lista.
- «Didn't We Almost Have It All»

Es el segundo sencillo del álbum, publicado el 13 de agosto de 1987. La canción se estrenó en agosto de 1987. Fue compuesta por Michael Masser y Will Jennings. Comienza con una melodía en teclados tocada por el músico Robbie Buchanan. Esta melodía se repite a lo largo de toda la canción mientras la orquestación va incrementándose.
El video musical de "Didn't We Almost Have It All" es una actuación en vivo de la canción grabada en Houston durante la gira "Moment of Truth" entre 1987–1988. Al principio, a Whitney no le convenció la canción como sencillo, pero la discográfica, decidió lanzarlo como tal. La canción recibió mucho éxito, parecido al del primer sencillo, también tuvo mucha resonancia en radio y fama, por no comentar que también consiguió el número 1 en la lista de Billboard, la canción también fue un éxito internacional, llegando al top 20 en países como Australia, Reino Unido y España, pero la canción fue mucho más popular en Estados Unidos, donde permaneció por 2 semanas en el número 1, como el primer sencillo, sin embargo este estuvo nada más que 17 semanas en lista, al contrario de «I Wanna Dance With Somebody (Who Loves Me)» que consiguió estar más de 20.
- «So Emotional»

«So Emotional» es el tercer sencillo para el álbum, lanzado el 12 de diciembre de 1987, por Arista Records. La canción Fue compuesta por Billy Steinberg y Tom Kelly, quienes también escribieron para Madonna, la canción «Like a Virgin». Originalmente, la canción uptempo pretendía tener un sonido similar a los trabajos de Prince. Aunque, al escuchar la versión por Narada Michael Walden, sintieron que le impuso un sonido más potente a la canción y optaron por esta. La letra describe los sentimientos cuando una persona está enamorado de otra. La canción se convirtió en otro éxito como sus anteriores sencillos, llegando a la primera posición otra vez en la Billboard Hot 100, igualando el récord de Madonna con 3 números uno en un mismo álbum que fue Like a Virgin (1984), aunque la canción solo estuvo una semana el lo alto de la lista de Estados Unidos, fue un éxito internacional parecido como el que tuvo su primer sencillo, consiguió el número uno en países como Irlanda, Francia, España, Australia o la misma Estados Unidos.
- «Where Do Broken Hearts Go»

Es el cuarto sencillo del álbum, publicado el 25 de febrero de 1988 con el sello de Arista. La canción consiguió ser un éxito como sus anteriores, acuñarme esta vez solamente en Estados Unidos, donde la canción se convirtió en el cuarto número 1 del álbum, lo que varió el récord que tenía Madonna con su álbum Like a Virgin (1984), lo que convirtió a Whitney Houston a la cantante con más números uno en un álbum hasta que dos años más tarde, Michael lo superaría con 5 con su álbum Bad (1989).
- «Love Will Save the Day»

Es el quinto sencillo del álbum, que fue publicado el 5 de julio de 1988, la canción más movida del álbum, fue escrita y compuesta por Jellybean, la canción tuvo éxito, como en Estados Unidos, donde consiguió el número 9 en la Billboard Hot 100 y consiguió el top 10 en países como España, donde llegó al número 9, o en Canadá, donde fue número 8.

## Promoción

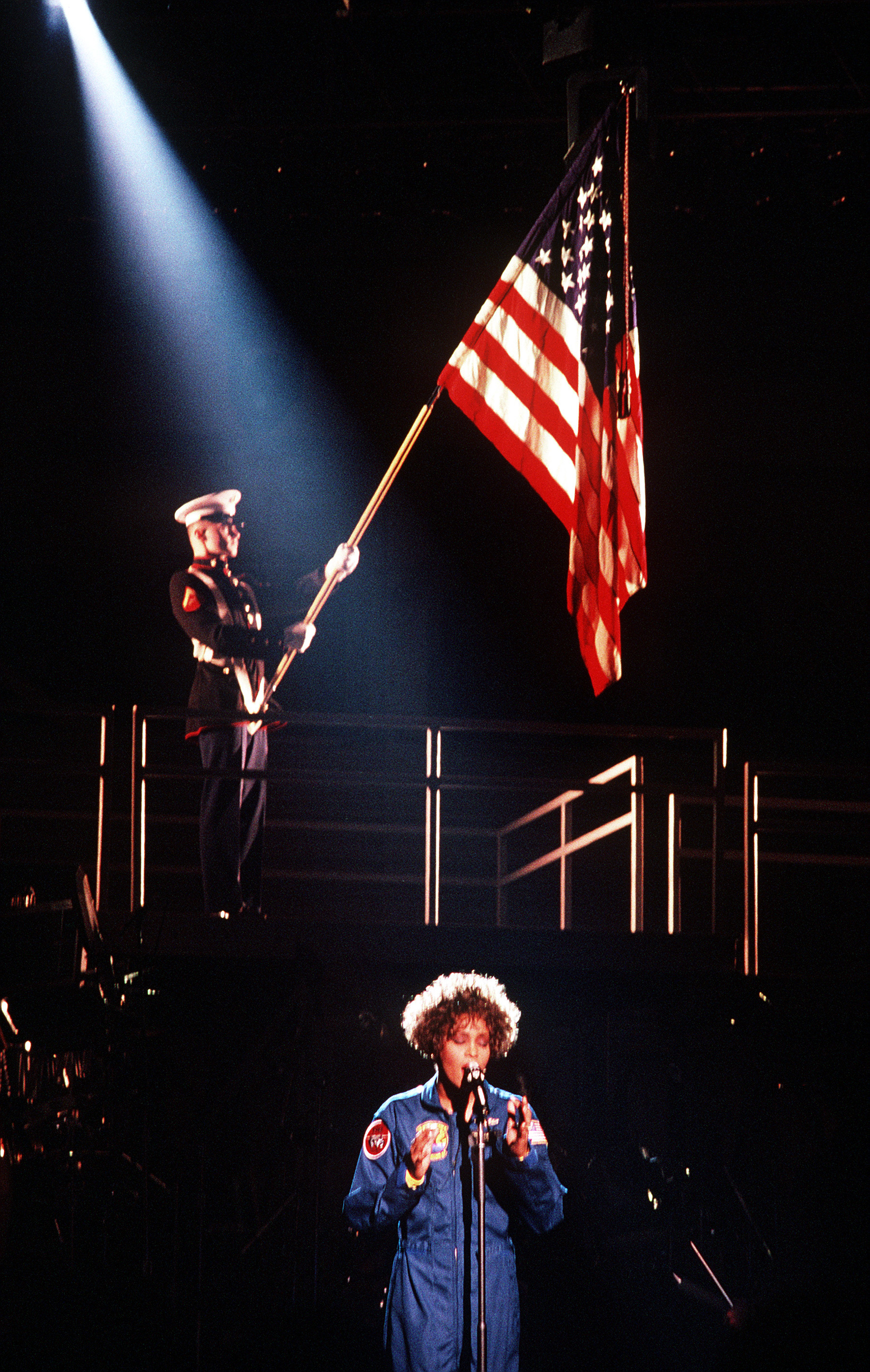
Whitney Houston cantando el himno nacional de Estados Unidos

Tras el lanzamiento de Whitney, Whitney Houston se embarcó en un tour que comenzaría el 4 de julio del mismo año (1987) y finalizaría un año más tarde por finales de 1988.
El nombre de la gira, Moment of Truth, era una canción que iba a estar en el álbum de Whitney y posteriormente se dejó de lado y fue reemplazada por «You're Still My Man». La canción «Moment of Truth» apareció en el sencillo «B-side to US 7» para «I Wanna Dance With Somebody (Who Loves Me)». También se lanzó en el sencillo de CD «Exhale (Shoop Shoop)» .
Tras el lanzamiento de Whitney, la cantante comenzó a promocionar el álbum con una gira mundial. Comenzó el 4 de julio en Tampa, Florida, donde canto delante de más de 70.000 personas. En una muestra de fe religiosa, Houston prohibió la venta de cerveza durante el concierto, alejando a la mayoría de los espectadores sedientos que esperaban una celebración del Día de la Independencia y se fueron temprano a Ybor City. [Fuente: John W. Gardner, asistió personalmente al concierto y se fue temprano porque no hubo ventas de cerveza.] Regresó al Estado del Sol (Florida) donde terminó su estadía en Norteamérica en el Centro de Convenciones del Condado de Orange el 8 de diciembre de 1987.

## Recepción

### Comercial

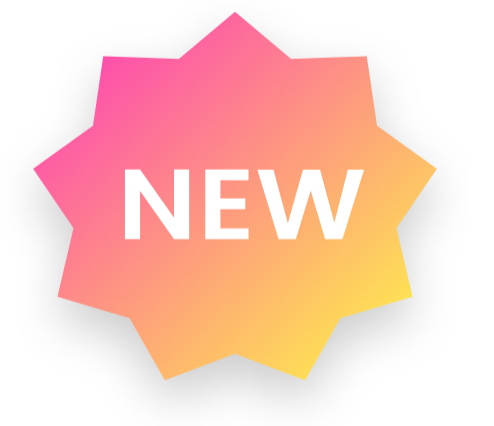
Whitney debutó en el Número 1 de la Billboard 200 tras su primera semana de lanzamiento

El álbum entró en el número 1 del Billboard 200, con una estimación que supera las 200.000 copias vendidas en su primera semana, Whitney se convirtió en otro éxito en ventas, parecido al de su primer álbum Whitney Houston (1985), estando 11 semanas en el pico de la lista de álbumes, en Estados Unidos, Whitney se clasificó como otro éxito en ventas en Estados Unidos, llegando a ser certificado Diamante por la RIAA, por ventas de más de 10.000.000 de copias. En países como Reino Unido, Whitney entró en el número 1 en el UK albums Chart, donde se mantuvo por seis semanas consecutivas en dicha posición, vendiendo una media de dos Millones de copias en ese territorio en el año 1987. En Suiza, el álbum estuvo 11 semanas totales en el pico, vendiendo un total de 52.000 copias estimadas. Whitney vendió 20 millones de copias mundiales, lo que archivó al álbum en la lista de álbumes más vendidos. Junto a Whitney Houston (1987) y el The Bodyguard (1994) es el tercer álbum más vendido de Whitney Houston. Y uno de la historia. En España, el álbum accedió a la posición número 4 llegando a vender 6.000 copias esa semana, por lo que resultó tener menos éxito que su anterior álbum Whitney Houston (1985) que llegó al número 2. El álbum fue certificado como ‘oro’ por ventas equivalentes de más de 100.000 vendidas en España.

### Crítica
Tras el álbum debut Whitney Houston (1985), las recepciones críticas de Whitney se mezclaron. La mayoría de los críticos admitieron el valor comercial del álbum, pero fueron críticos con su patrón estándar siguiendo la fórmula ganadora del predecesor y los materiales no revelaron la individualidad de Houston. 
Jon Pareles de The New York Times criticó algo como una fórmula en el álbum, afirmando que: “Whitney lo tiene todo a salvo. Utiliza a tres de los productores del álbum debut. Hay canciones inflables y tinkly dirigidas a los adolescentes, [...] y melodías lentas dirigidas a adultos sentimentales, como antes. Incluso el título del álbum encaja con la costumbre de Arista Records de separar a las cantantes femeninas, Dionne, Aretha, Carly, de sus apellidos”. No estaba seguro de su voz al respecto, y comentó: “Lo que es más inquietante es que en los dos años transcurridos desde el lanzamiento de Whitney Houston, la cantante no se ha vuelto mucho más expresiva. Para demasiadas canciones, ella toma el estilo parejo de el álbum debut más [...] como si estuviera cantando en un segundo idioma”. Añadió que “A pesar de todas las manifestaciones apasionadas de las letras, la Sra. Houston y sus productores mantienen la emoción a raya”.
Vince Aletti, de The Rolling Stone, también hizo una crítica desfavorable al afirmar que “la fórmula está más rigurosamente cerrada que antes, y el rango tan circunscrito que el potencial de Houston parece haberse reducido en lugar de expandirse” y el registro es “engreído, represivo y ridículo”. seguro. Además, hizo algunos comentarios sarcásticos sobre el primer sencillo, «I Wanna Dance with Somebody (Who Loves Me)», y lo llamó «How Will I Know II», hablado en las secuelas de Hollywood.

## Lista de canciones
Version Original del álbum Whitney

| N.º | Título                                       | Duración |  |
| 1.  | «I Wanna Dance With Somebody (Who Loves Me)» | 4:51     |  |
| 2.  | «Just the Lonely Talking Again»              | 5:32     |  |
| 3.  | «Love Will Save the Day»                     | 5:21     |  |
| 4.  | «Didn't We Almost Have It All»               | 5:05     |  |
| 5.  | «So Emotional»                               | 4:36     |  |
| 6.  | «Where You Are»                              | 4:10     |  |
| 7.  | «Love is a Contact Sport»                    | 4:19     |  |
| 8.  | «You’re Still My Man»                        | 4:16     |  |
| 9.  | «For The Love of You»                        | 5:31     |  |
| 10. | «Where Do Broken Hearts Go»                  | 4:37     |  |
| 11. | «I Know Him So Well (ft. Cissy Houston)»     | 4:30     |  |

## Posicionamiento en listas

### Listas semanales
| Listas                                  | Mejor posición |
| --------------------------------------- | -------------- |
| Alemania (Media Control Charts)         | 1              |
| Australia (Kent Music Report)           | 1              |
| Austria (Ö3 Austria)                    | 1              |
| Canadá (RPM)                            | 1              |
| España (PROMUSICAE)                     | 4              |
| Estados Unidos (Billboard 200)          | 1              |
| Estados Unidos (Top R&B/Hip-Hop Albums) | 2              |
| Finlandia (Suomen Virallinen Lista)     | 1              |
| Francia (SNEP)                          | 6              |
| Japón (Oricon)                          | 1              |
| Italia (FIMI)                           | 1              |
| Noruega (VG-lista)                      | 1              |
| Nueva Zelanda (Recorded Music NZ)       | 1              |
| Suecia (Sverigetopplistan)              | 1              |
| Suiza (Schweizer Hitparade)             | 1              |
| Reino Unido (UK Albums Chart)           | 1              |
| Lista (2012)                            | Mejor posición |
| Estados Unidos (Billboard 200)          | 87             |

## Personal
- Whitney Houston - voz, coros
- Linden Aaron - batería Simmons
- Walter Afanasieff - múltiples instrumentos
- Roy Ayers - vibráfono
- Kitty Beethoven - coros
- Michael Boddicker - sintetizador
- Robbie Buchanan - piano, Fender Rhodes
- Paulinho Da Costa - percusión
- Nathan East - bajo
- Sammy Figueroa - percusión
- Kenny G - saxofón tenor
- Mike Gibbs - conductor
- Jim Gilstrap - coros
- Preston Glass - múltiples instrumentos, Roland TR-808
- Greg "Gigi" Gonaway
- Jennifer Hall - coros
- Niki Haris - coros
- Vincent Henry - saxofón
- Cissy Houston - cantante invitada
- Dann Huff - guitarra
- Paul Jackson Jr. - guitarra
- Randy Jackson - múltiples instrumentos
- Bashiri Johnson - percusión
- Kashif - synthesizer, teclados, coros
- Randy Kerber - piano
- Paul Leim - batería
- Cory Lerios - sintetizador, Oberheim expander
- Frank Martin - múltiples instrumentos
- Marcus Miller - bajo
- Paul Pesco - guitarra
- Claytoven Richardson - coros
- John "J.R." Robinson - batería
- Marc Russo - trompeta
- Corrado Rustici - guitarra sintetizador
- Ira Siegel - guitarra
- Premik Russell Tubbs - trompeta
- Narada Michael Walden - drums
- Jack Waldman - sintetizador
- Wayne Wallace - trompeta
- Fred Zarr - sintetizador

## Producción
- Productores: Jellybean Benitez, Kashif, Michael Masser, Narada Michael Walden
- Productor Ejecutivo: Clive Davis
- Ingenieros: Jim Boyer, Dean Burt, Michael Delugg, Doc Dougherty, Dave Fraser, Darroll Gustamachio, Calvin Harris, Michael Hutchinson, Fred Law, Dennis MacKay, Michael Mancini, Russ Terrana
- Asistentes de Ingenieros: Milton Chan, Nick Delre, Michael Dotson, Toni Greene, Jay Healy, Fernando Kral, Bob Loftus, Steve MacMillan, Tony Maserati, Dennis Mitchell, Peshay, Don Peterkofsky, Timmy Reppert, Mike Ross, Mark Roule, Craig Vogel, Amy Ziffer
- Mezcla: Darroll Gustamachio, Michael Hutchinson
- Masterización: George Marino
- Coordinación de Producción: Alicia Winfield
- Programación: Kashif
- Programación de Batería: Jellybean, Narada Michael Walden
- Programación de Percusión: Preston Glass
- Arreglos: Tony Cortez, Narada Michael Walden, Jack Waldman
- Arreglos de Trompetas: Jerry Hey, Gene Page
- Arreglos de ritmos: Kashif, Gene Page
- Arreglos de cuerdas: Mike Gibbs, Lee Holdridge, Gene Page
- Arreglos vocales: Whitney Houston
- Trabajo de Arte: Milton Sincoff
- Diseño: Marl Larson
- Fotografía: Richard Avedon
- Escritura a Mano: Bernard Maisner